# Шишкань
Шишкань (рум. Șișcani, Шишканы) — село в Ниспоренском районе Молдовы. Является административным центром коммуны Шишкань, включающей также сёла Дрождиень и Одая.

## География
Село расположено на высоте 112 метров над уровнем моря.

## Население
По данным переписи населения 2004 года, в селе Шишкань проживало 2233 человека (1092 мужчины, 1141 женщина).
Этнический состав села:
| Национальность | Число жителей | Процентный состав |
| -------------- | ------------- | ----------------- |
| молдаване      | 2105          | 94.27             |
| румыны         | 104           | 4.66              |
| украинцы       | 17            | 0.76              |
| русские        | 5             | 0.22              |
| поляки         | 1             | 0.04              |
| прочие         | 1             | 0.04              |
| Всего          | 2233          | 100%              |